# Flavio Jovino
Flavio Jovino (fl. 362 – 369) fue un militar romano occidental. Ocupó el cargo de magister equitum per Gallias entre los años 362 y 369 bajo los gobiernos de Juliano, Joviano y Valentiniano.

## Carrera
Las primeras noticias que se tienen sobre su carrera dan a entender que formó parte del grupo de militares con alto rango que acompañaban a Juliano. Cuando en el año 361, Juliano marchaba con sus tropas hacia la mitad oriental para enfrentarse a Constancio II, envió a Jovino hacia Aquilea para sofocar una rebelión que se había producido allí. Constancio falleció antes de que ambos ejércitos se encontrasen y Juliano pudo proclamarse emperador de todo el Imperio a finales de ese año 361. Se asentó, entonces, en Constantinopla donde creó la denominada «comisión de Calcedonia» para purgar la Administración de Constancio y de la que formó parte Jovino quien, también, fue puesto al mando de las tropas estacionadas en Ilírico.
El siguiente año 362 fue nombrado magister equitum per Gallias y puesto al frente de las tropas existentes en las diócesis galas. A la muerte de Juliano —en 363— fue proclamado Joviano como sucesor y este envió a una persona de su confianza para sustituir a Jovino. Las tropas de la Galia se amotinaron y lo aclamaron emperador pero no aceptó el nombramiento y sofocó el motín. En reconocimiento a su lealtad, Joviano lo confirmó en su puesto. Joviano fue rápidamente sucedido —en 364— por Valentiniano quién se hizo cargo de la mitad occidental del Imperio y mantuvo a Jovino al mando de los comitatenses de la Galia.
En 365 grupos de alamanes incursionaron en la Galia a lo que siguió una invasión a gran escala el 1 de enero de 366. Aunque al principio las tropas romanas fueron dirigidas por Dagalaifo, pronto fueron puestas al mando de Jovino. Este preparó concienzudamente al ejército y condujo una brillante campaña durante la que venció a los invasores en Scarponna (Dieulouard) y sobre todo en Châlons obligándolos a volver a su territorio. Como reconocimiento, Valentiniano le designó cónsul para el año 367.
En el verano de 367 estalló la denominada barbarica conspiratio durante la cual fueron atacadas la costa norte de la Galia y la diócesis de Britania. Jovino se encontraba, entonces, junto al Rin preparando una campaña de castigo contra los alamanes. Valentiniano suspendió la prevista invasión y ordenó a Jovino que se desplazase desde el Rin con parte de sus tropas y recuperase el control de la costa algo que fue cumplido con eficacia por el general.
Durante el invierno de 367-368, fue sustituido por Teodosio para acometer el cruce del canal y recuperar el control de Britania. Jovino pudo, así, volver al Rin y continuar con los preparativos de la invasión que, finalmente, con Valentiniano al frente, se llevó a cabo en el verano de 368.
Jovino hizo construir la iglesia de San Agrícola en Reims donde fue enterrado en un sarcófago de mármol que se conserva, hoy en día, en un museo de esta ciudad.

## Bibliografía utilizada en el artículo

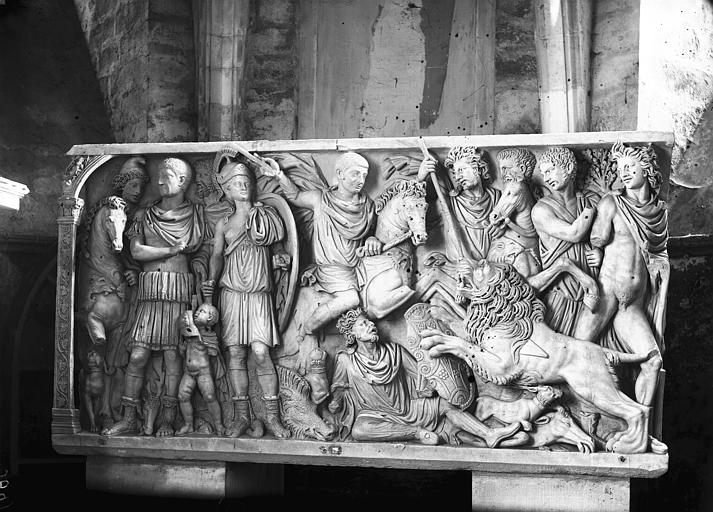
Sarcófago de Flavio Jovino conservado en la Catedral de Reims.